# 突肛树蛙
突肛树蛙（学名：Zhangixalus pachyproctus）一种分布于越南北部、泰国及中国云南省的两栖动物，隶属于树蛙科张树蛙属。模式产地为中国云南勐腊县勐腊镇补蚌村。

## 形态特征
突肛树蛙雄蛙体长74.2～83.3毫米，雌蛙体长102.4毫米左右。身体皮肤光滑，背部呈绿色，夹有少许浅黄色小斑；体侧具有一白色或浅黄色条纹；腹面灰白色，腹部及后肢腹面散有浅褐色云状斑。

## 保护
本种于2023年被收录入《有重要生态、科学、社会价值的陆生野生动物名录》。